# Ionuț Gălițeanu
Ionuț Gălițeanu (* 20. September 1979 in Zărnești) ist ein rumänischer Skibergsteiger. Er begann 2000 mit dem Skibergsteigen und gehört seit 2003 der rumänischen Nationalmannschaft an.

## Erfolge (Auswahl)
- 2004: 7. Platz bei der Weltmeisterschaft Skibergsteigen Staffel mit Silviu Manea, Péter Károly und Lucian Clinciu

- 2005: 8. Platz bei der Europameisterschaft Skibergsteigen Staffel mit Silviu Manea, Rareș Manea und Lucian Clinciu

- 2007: 9. Platz bei der Europameisterschaft Skibergsteigen Staffel mit Dimitru Frâncu, Rareș Manea und Silviu Manea